# Ґерріт Віллемс Горст
Ґерріт Віллемс Горст (нід. Gerrit Willemsz. Horst; 19 серпня 1612, Мейден — 15 жовтня 1652, Амстердам) — нідерландський живописець епохи бароко, один з перших учнів Рембрандта.

## Життєпис

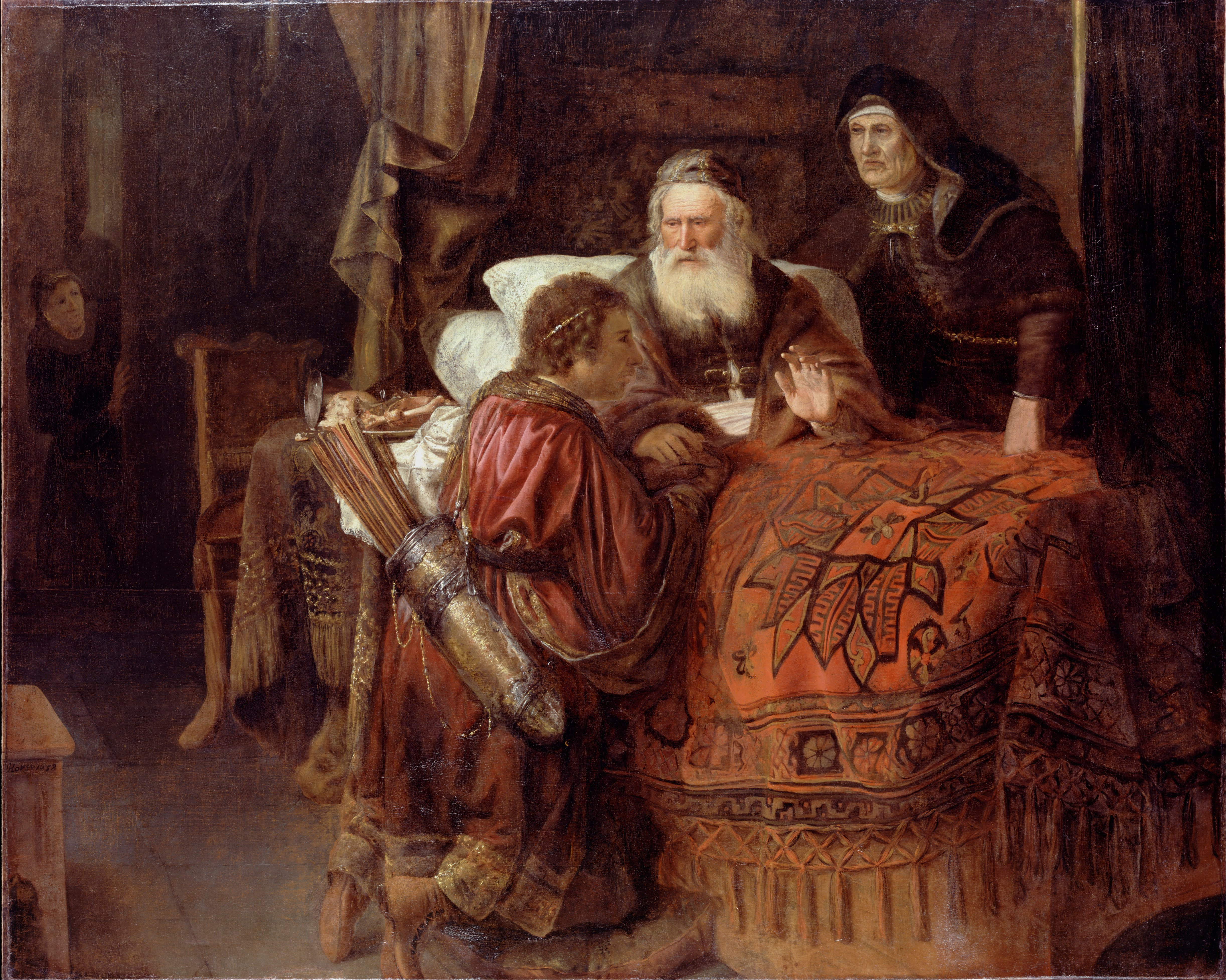
«Ісаак благословляє Якова» (Картинна галерея, Далвіч, 1638)

Ґерріт Віллемс Горст народився у 1912 році в Мейдені. Став учнем Антонія Гендрікса де Луста у червні 1626 року.
У 1635-1640 роках був учнем Рембрандта · . Перебував у Італії з 1646 по 1647 роки.
Ґерріт Віллемс Горст був одружений з Берті Янс (1614-1684). Помер Ґерріт Віллемс Горст 15 жовтня 1652 року в Амстердамі.

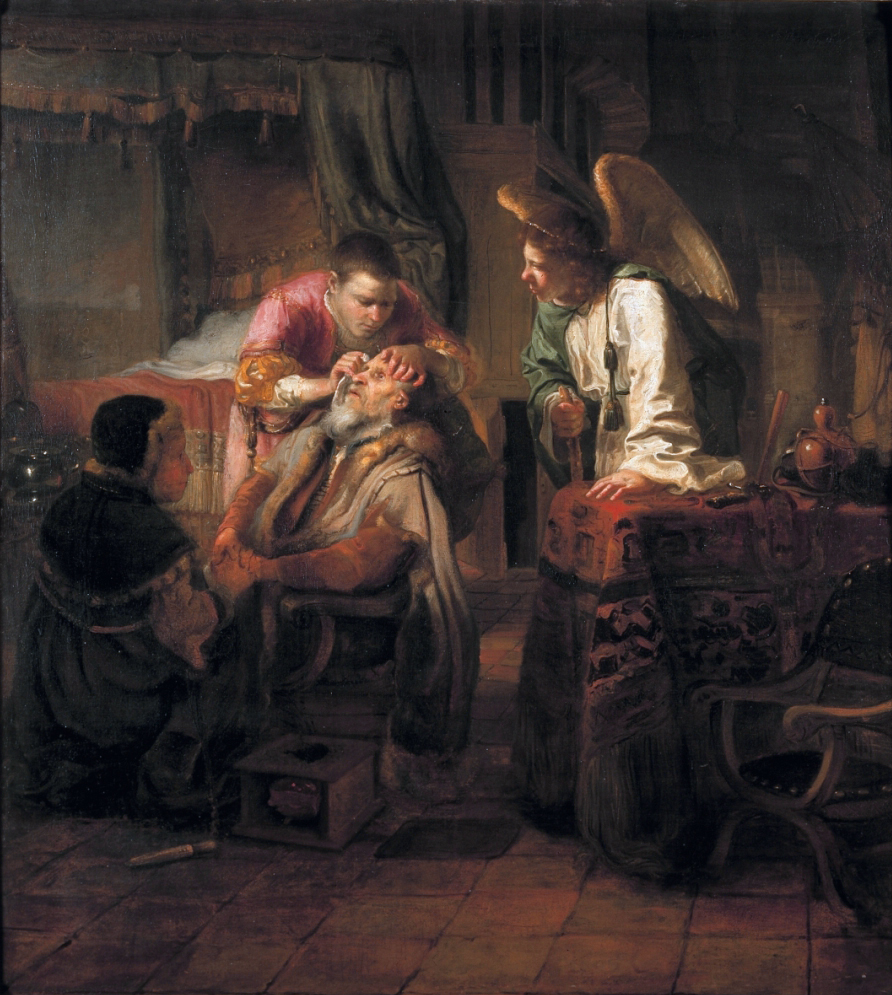
«Зцілення Товита» (Музей Катарінеконвент, Утрехт, бл. 1645)

## Картини
1. «Ісаак благословляє Якова» (Картинна галерея, Далвіч, 1638);
2. «Зцілення Товита» (Музей Катарінеконвент, Утрехт, бл. 1645);
3. «Авраам на шляху до Ханаану» (1635);
4. «Цнотливість Сципіона» (Музей Боде, Берлін);
5. «Ілля та вдова з Сарепти»
6. «Молитва Давида до Соломона» (Національна галерея Ірландії, Дублін, 1637);
7. «Тобіас і Ангел» (Тайнтесфілд, Сомерсет)
8. «Хлопчики жебраки» (Петворт-гаус).